# Classe Ōhama
La classe Ōhama (大 濱 型 標的 艦, Ōhama-gata hyōtekikan) était une classe de navire cible de la Marine impériale japonaise en service pendant la Seconde Guerre mondiale. Cinq navires sont prévus dans le cadre du programme Kai-Maru 5 (en) (navire n ° 5411 à 5415), mais seul le navire de tête est achevé.

## Conception et Construction
Le numéro du projet projet était J36. En 1941, la Marine japonaise décide de construire le navire cible Hakachi. Cependant, sa vitesse était inférieure à 20 nœuds. La MIJ voulait un navire cible à grande vitesse pouvant concurrencer les porte-avions de classe Essex et les cuirassé de classe Iowa. 
La classe avait une épaisseur de coque et une puissance similaire aux destroyers, atteignant une vitesse de 33 nœuds. Il a été construit pour résister à une bombe de 10 kilos larguée de 4 000 mètres d'altitude. Son armement ne se compose que de quatre mitrailleuses antiaériennes à cause des nombreuses pertes de destroyer japonais entre 1942 et 1944. En outre, une production en série de Kaibokan n'était plus d'actualité. Le Ōhama est converti en navire d'escorte et est équipé de nombreuses armes anti-aériennes et anti-sous-marines. Le 10 janvier 1945, le navire principal de la classe est achevé.

## Service

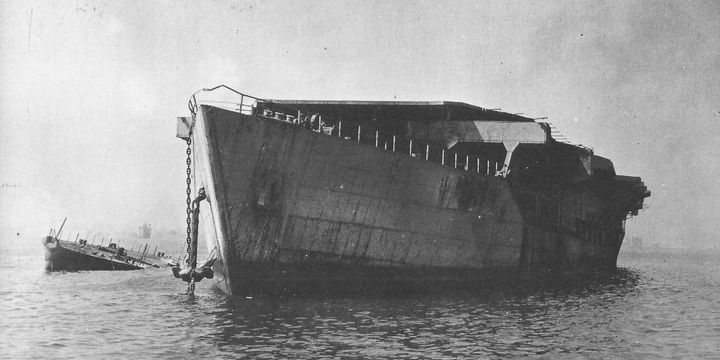
Le ravitailleur Yamashio Maru et le navire-cible Ōsashi en 1946, lors du naufrage du second.

L'Ōhama est affecté à la Flotte combinée le 10 janvier 1945. Il ne reçoit aucune mission en raison de la défaite japonaise lors de bataille de la mer des Philippines et la bataille du golfe de Leyte. Ses seules missions sont d'escorter des convoyeurs dans la région de Yokosuka. En août 1945, il est envoyé au District naval de Yokosuka où il est coulé par un avion le 9 août 1945. La construction du deuxième navire, l'Ōsashi est stoppée en 1945. Les trois autres navires ont été annulés en 1944.

## Navires de la classe
| Numéro de coque | Navire                                     | Constructeur                | Pose de la quille | Lancement       | Mise en service | Fait |
| --------------- | ------------------------------------------ | --------------------------- | ----------------- | --------------- | --------------- | --- |
| 5411            | Ōhama (大濱)                               | Mitsubishi Heavy Industries | 2 octobre 1943    | 29 mars 1944    | 10 janvier 1945 | Coulé par un raid aérien à Onagawa le 9 août 1945; sabordé le 15 septembre 1945; renfloué et démoli après la guerre.        |
| 5412            | Ōsashi (大指)                              | Mitsubishi Heavy Industries | 7 janvier 1944    | 16 février 1945 |                 | Construction arrêtée à 95% le 23 juin 1945. Coulé en eaux peu profondes le 6 mars 1946. Renfloué et démoli après la guerre. |
| 5413 5414 5415  | Yagoshi (矢越) Anori (安乗) Ōbatake (大畠) |                             |                   |                 |                 | Annulé le 5 mai 1944. |